# AXsiZ
AXsiZ (japonsky 株式会社AXsiZ, Kabušiki gaiša Akušizu) je japonské animační studio, které bylo založeno 7. července 2011. Je známé pro svou spolupráci se Studiem Gokumi.

## Tvorba

### Televizní seriály
| Rok  | Název                                   | Režie            | Od             | Do                | Díly          | Poznámky                                                                                    | Zdroje |
| ---- | --------------------------------------- | ---------------- | -------------- | ----------------- | ------------- | ------------------------------------------------------------------------------------------- | ------ |
| 2016 | Kókaku no Pandora: Ghost Urn            | Munenori Nawa    | 8. ledna 2016  | 25. března 2016   | 12            | Adaptace série mangy, jejímž autorem je Masamune Širó. V koprodukci se Studiem Gokumi.      | [ 2 ]  |
| 2016 | Wagamama High Spec                      | Satoši Šimizu    | 11. dubna 2016 | 27. června 2016   | 12            | Založeno na vizuálním románu pro dospělé od Madosoftu.                                      | [ 3 ]  |
| 2017 | Seiren                                  | Tomoki Kobajaši  | 5. ledna 2017  | 23. března 2017   | 12            | Původní dílo. V koprodukci se Studiem Gokumi.                                               | [ 4 ]  |
| 2018 | Rámen daisuki Koizumi-san               | Kendži Setó      | 4. ledna 2018  | 22. března 2018   | 12            | Adaptace série mangy, jejíž mangakou je Naru Narumi. V koprodukci se Studiem Gokumi.        | [ 5 ]  |
| 2018 | Tonari no kjúkecuki-san                 | Norijaki Akitaja | 5. října 2018  | 21. prosince 2018 | 12            | Adaptace série čtyřpanelové mangy, jejíž mangakou je Amató. V koprodukci se Studiem Gokumi. | [ 6 ]  |
| 2018 | Ulysses: Jeanne d'Arc to renkin no kiši | Šin Itagaki      | 7. října 2018  | 30. prosince 2018 | 12            | Adaptace série light novel, jejímž spisovatelem je Mikage Kasuga.                           | [ 7 ]  |
| 2020 | Oši ga Budókan ittekuretara šinu        | Jú Nobuta        | 11. října 2020 | 27. prosince 2020 | 12            | Původní dílo. V koprodukci se Studiem Gokumi.                                               | [ 8 ]  |
| 2021 | Šúmacu no Harem                         | Jú Nobuta        | 8. října 2021  | bude oznámeno     | bude oznámeno | Adaptace série mangy, jejímž autorem je LINK. V koprodukci se Studiem Gokumi.               | [ 9 ]  |

### Filmy
| Rok  | Název                        | Režie         | Premiéra         | Poznámky                                                                                       | Zdroje |
| ---- | ---------------------------- | ------------- | ---------------- | ---------------------------------------------------------------------------------------------- | ------ |
| 2015 | Kókaku no Pandora: Ghost Urn | Munenori Nawa | 5. prosince 2015 | Adaptace série mangy, jejímž autorem je Masamune Širó. V koprodukci se Studiem Gokumi.         | [ 10 ] |
| 2021 | Kin'iro Mosaic: Thank you!!  | Munenori Nawa | 2021             | Adaptace série čtyřpanelové mangy, jejíž mangakou je Jui Hara. V koprodukci se Studiem Gokumi. | [ 11 ] |

### OVA
| Rok  | Název                       | Režie | Od                 | Do                 | Díly | Poznámky                                                          | Zdroje |
| ---- | --------------------------- | ----- | ------------------ | ------------------ | ---- | ----------------------------------------------------------------- | ------ |
| 2016 | Kin'iro Mosaic: Pretty Days | Tenšo | 12. listopadu 2016 | 12. listopadu 2016 | 1    | OVA epizoda mangy Kin-iro Mosaic. V koprodukci se Studiem Gokumi. | [ 12 ] |